# Émile Engel (homme politique)
Pour les articles homonymes, voir Émile Engel et Engel.
Émile Engel, né le 23 octobre 1913 à Knutange (Moselle) et mort le 13 novembre 2002 à Metz (Moselle), est un syndicaliste et homme politique français.

## Biographie
Fils de cheminot, Emile Engel suit des études primaires, d'abord à Basse-Yutz, puis à Thionville, et entre en 1927 aux chemins de fer comme apprenti-menuisier. Il entame ensuite une carrière de cheminot, jusqu'en 1938.
À cette date, il devient secrétaire permanent de la Jeunesse ouvrière chrétienne, à laquelle il a adhéré à l'âge de 16 ans, pour les trois départements de l'Alsace-Moselle.
Mobilisé en 1939, il est rendu à la vie civile peu après l'armistice. Décoré de la croix de guerre, il participe aussi à l'action de la résistance et préside le comité de libération de Basse-Yutz à la fin de la guerre.
Secrétaire général du syndicat des mineurs de charbon de Moselle de la CFTC de 1944 à 1945, il entre directement en politique en adhérant au Mouvement Républicain Populaire. Sous cette étiquette, il est élu conseiller municipal de Basse-Yutz en 1945, et se porte candidat à l'élection de la première assemblée constituante sur la liste menée en Moselle par Robert Schuman, dont il est le quatrième et dernier élu.
À l'assemblée, il est notamment rapporteur de la loi sur la nationalisation du charbon, qu'il soutient.
Réélu en juin 1946, il ne se représente pas en novembre, afin de son consacrer à ses activités locales, et surtout syndicales.
En 1947, il est élu maire de Merlebach, mandat qu'il conserve jusqu'en 1959. La CFTC le désigne par ailleurs pour représenter sa fédération des mineurs auprès de la commission charbonnière du Bureau international du travail. Il participe aussi, au même titre, aux travaux d'élaboration du Plan Schuman.
En 1951, cependant, il se représente aux législatives, sur la liste de Robert Schuman, qui associe le MRP à la droite locale. Malgré l'apparentement large de la « troisième force » (avec le RGR et les socialistes), Engel, en quatrième position, n'est pas élu.
Il revient à l'assemblée nationale en 1956, toujours dans le sillage de Robert Schuman, dont la liste MRP, apparentée à celle du CNI et de la droite, obtient de nouveau quatre sièges.
Malgré la brièveté de son mandat, il est particulièrement actif sur les questions sociales, déposant de nombreux textes visant surtout à l'amélioration de la condition des mineurs.
À la fin de la quatrième République, il soutient le retour de Charles de Gaulle au pouvoir.
Il se consacre ensuite principalement à ses activités syndicales. En 1961, il est élu secrétaire général permanent de la fédération des mineurs de la CISC, fonction qu'il conserve jusqu'en 1968.

## Détail des fonctions et des mandats
Mandats parlementaires
- 21 octobre 1945 - 10 juin 1946 : Député de la Moselle
- 2 juin 1946 - 27 novembre 1946 : Député de la Moselle
- 2 janvier 1956 - 8 décembre 1958 : Député de la Moselle